# Anno (spelserie)
Anno är en serie datorspel i stadsbyggargenren utvecklade av Max Design, Related Designs och Blue Byte. Serien ges sedan 2009 ut av Ubisoft.
Det första spelet i serien, Anno 1602: Creation of a new World släpptes 1998. Det senaste, Anno 1800 släpptes 2019.

## Spel i serien
| Titel                              | År   | Utvecklare                 | Expansionspaket |
| ---------------------------------- | ---- | -------------------------- | --- |
| Anno 1602: Creation of a New World | 1998 | Max Design                 | New Islands, New Adventures (1998) |
| Anno 1503: The New World           | 2002 | Max Design                 | Treasures, Monsters and Pirates (2004) |
| Anno 1701                          | 2006 | Related Designs            | The Sunken Dragon (2007) |
| Anno 1404                          | 2009 | Related Designs, Blue Byte | Venice (2010) |
| Anno 2070                          | 2011 | Related Designs, Blue Byte | Deep Ocean (2012) |
| Anno 2205                          | 2015 | Blue Byte                  | Tundra (2016) Orbit (2016) Frontiers (2016) |
| Anno 1800                          | 2019 | Ubisoft Blue Byte          | Sunken Treasures (2019) Botanica (2019) The Passage (2019) Seat of Power (2020) Bright Harvest (2020) Land of Lions (2020) Docklands (2021) Tourist Season (2021) The High Life (2021) Seeds of Change (2022) Empire of the Skies (2022) New World Rising (2022) |
| Anno 117: Pax Romana               | 2025 | Ubisoft Mainz              | |